# Etienne Van der Vieren
Etienne Van der Vieren (Amberes, 17 de septiembre de 1943) es un deportista belga que compitió en ciclismo en la modalidad de pista. Ganó una medalla de plata en el Campeonato Mundial de Ciclismo en Pista de 1965, en la prueba de medio fondo.

## Medallero internacional
| Campeonato Mundial | Campeonato Mundial     | Campeonato Mundial | Campeonato Mundial |
| Año                | Lugar                  | Medalla            | Competición        |
| ------------------ | ---------------------- | ------------------ | ------------------ |
| 1965               | San Sebastián (España) | Medalla de plata   | Medio fondo (A)    |